# UK Music Charts
UK Music Charts är en sammanställning av hitlistorna i Storbritannien. De flesta publiceras av Official Charts Company.

## Listorna
| Namn                | Beskrivning |
| ------------------- | --- |
| UK Singles Chart    | Storbritanniens officiella singellista. Består av både fysisk och digital försäljning.                                                    |
| UK Albums Chart     | Bäst säljande album. |
| The Big Top 40 Show | Inofcciell singellista som sänds över 140 lokala radi stationer runtom i Storbritannien. Lisan sammanställs av nedladdningar från Itunes. |
| UK Download Chart   | Lista enbart baserad på nedladdningen. |
| UK R&B Chart        | Framgångsrikaste singlarna inom R&B och hiphop.                                                                                           |
| UK Rock Chart       | Rocklista för de bäst säljande singlarna och albumen.                                                                                     |
| UK Indie Chart      | Indie för de bäst säljande singlarna och albumen.                                                                                         |
| UK Dance Chart      | Dansmusiklista för de bäst säljande singlarna och albumen.                                                                                |